# Konsul (utrikesförvaltning)

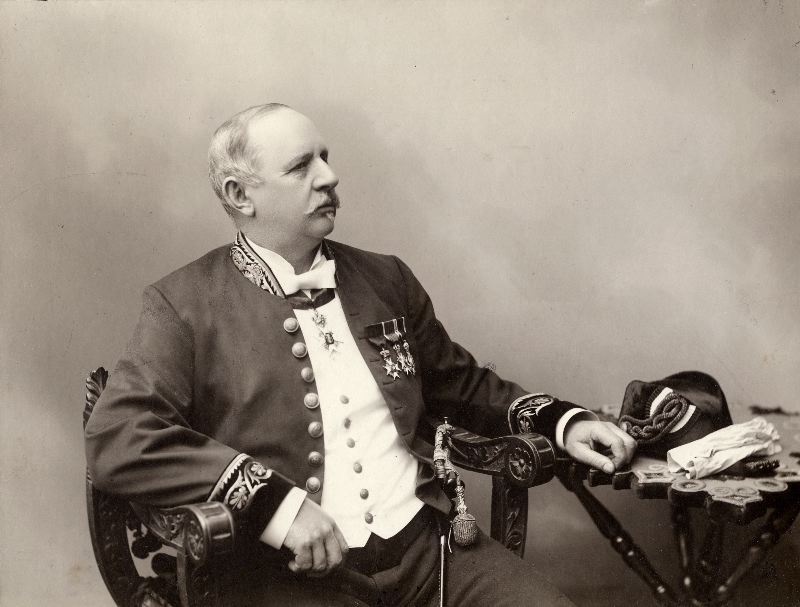
Konsul Nils Persson i konsulsuniform.

En konsul är en tjänsteman inom en stats utrikesförvaltning. En konsul har framförallt i uppgift att i ett främmande land bevaka sitt lands intressen inom handel och sjöfart. Dessa konsuler kan vara av två slag:
1. den som är utsänd från staten till det främmande landet och har en avlönad befattning är en så kallad karriärkonsul eller
2. en person som är bosatt på platsen och som är oavlönad är en så kallad honorärkonsul.[1]

Generalkonsul är titeln för den diplomat som förestår ett generalkonsulat. Generalkonsuln är en stats representant i ett främmande land. Typiska uppgifter för en generalkonsul är att assistera och beskydda sändarstatens medborgare i mottagarstaten. Titeln generalkonsul är hierarkiskt högre än konsul och vicekonsul.